# サーモンベリーズ
『サーモンベリーズ』（原題：Salmonberries）は、1991年製作のドイツ映画。

## ストーリー
カッツは鉱山で働きながら、自分の出生の秘密を知るために、当てのない旅をしていた。

## キャスト
- カッツ：k.d.ラング
- ロスウィータ：ローゼル・ツェッヒ
- チャック：チャック・コナーズ